# Ропістезія
Ропістезія[джерело?] — це епідуральна анестезія з використанням ропівакаїну гідрохлориду для зменшення болю під час пологів зі збереженням пологової діяльності за рахунок диференційованого сенсо-моторного блоку.
Нижчий моторний блок пояснюється тим, що ропівакаїн менш ліпофільний, ніж бупівакаїн, тому слабше проникає крізь мієлінову оболонку товстих A моторних волокон.

## Застосування

### Вплив епідуральної аналгезії
Подвійне сліпе, рандомізоване, плацебо-контрольоване дослідження за участю жінок, які не народжували, з доношеною одноплідною вагітністю головного мозку, які просили епідуральну аналгезію. Усі жінки отримували епідуральну аналгезію на першому етапі пологів із застосуванням 0,08 % ропівакаїну з 0,4 мкг/мл суфентанілу з епідуральною аналгезією під контролем пацієнта. На початку другої стадії пологів жінок рандомізували для сліпої інфузії того самого розчину або плацебо-інфузії фізіологічного розчину. Основним результатом була тривалість другого періоду пологів. Розмір вибірки 200 на групу (загалом 400) був запланований для виявлення принаймні 15 % різниці в тривалості.
Результати: тривалість другої стадії була подібною між групами (епідуральна 52±27 хвилин порівняно з фізіологічним розчином 51±25 хвилин, P=0,52).
Висновок: продовження інфузії епідурального препарату не вплинуло на тривалість другого періоду пологів порівняно з інфузією плацебо. Результати для матері та новонародженого були подібними. Низька концентрація епідурального місцевого анестетика не впливає на тривалість другого періоду пологів.

### Впливу знеболення на пологи
Метааналіз, у якому було порівняно ефекти ропівакаїну та бупівакаїну під час пологів, показав, що використання ропівакаїну було пов'язане зі значно частішими спонтанними вагінальними пологами, меншою кількістю розроджень інструментальним шляхом і кращими неонатальними оцінками

### Протокол МОЗ України
Наказ МОЗ України від 26.01.2022 № 170 «Про затвердження Уніфікованого клінічного протоколу первинної, вторинної (спеціалізованої), третинної (високоспеціалізованої) медичної допомоги „Фізіологічні пологи“».
Засоби для місцевої анестезії при знеболенні фізіологічних пологів: бупівакаїн, лідокаїн, ропівакаїн.
Зареєстровані в Україні торгівельні марки з дієвою речовиною ропівакаїну гідрохлорид: Ропілонг.

## Виконання маніпуляції
1. Вас попросять сісти і нахилитися вперед або лягти на бік.
2. Попередньо шкіра знеболюється місцевим анестетиком  для зменшення відчуттів при введенні епідуральної голки.
3. Між переймами лікар-анестезіолог встановлює через голку тонку трубку («катетер») у епідуральний простір.
4. Через катетер вводяться місцевий анестетик Ропівакаїн(Ропілонг). Для повного ефекту потрібно приблизно 20-30 хвилин з моменту введення анестетика.
5.Поки катетер залишається в епідуральному просторі, його можна використовувати для поповнення знеболювальних ліків вручну або за допомогою автоматичної помпи (інфузомат), впродовж декількох годин (під час пологів) або залишити на кілька днів, якщо буде потреба в знеболенні після пологів